# Sonata per a piano núm. 13 en la major, D 664 (Schubert)
| Sonata per a piano núm. 13 en la major - I. Allegro moderato (7:46) |
|                                                                     |
|                                                                     |
|                                                                     |
| Sonata per a piano núm. 13 en la major - II. Andante (4:51)         |
|                                                                     |
|                                                                     |
|                                                                     |
| Sonata per a piano núm. 13 en la major - III. Allegro (5:48)        |
|                                                                     |
| Tots els fitxers, per cortesia de Musopen.                          |
|                                                                     |

La Sonata per a piano núm. 13 en la major, D 664, Op. posth. 120, és una obra per a piano sol composta per Franz Schubert durant l'estiu de 1819.
Ben considerada entre els pianistes, la "Petita" Sonata en la major s'anomena així per distingir-la de la gran sonata de 1828 en la mateixa tonalitat. És la sonata més curta de Schubert. El manuscrit, acabat el juliol de 1819, va ser dedicat a Josephine von Koller de Steyr de l'Upper Austria, que ell considerava "molt bonica" i "una bona pianista". La naturalesa lírica, buoyant, en moments típicament patètics d'aquesta sonata ens ofereix la imatge d'un jove Schubert enamorat, vivint en un el camp austríac en un ambient estiuenc, el qual també considerava com a "inimaginablement encantador.
El manuscrit original s'ha perdut.

## Moviments
- I. Allegro moderato. En la major.
- II. Andante. En re major.
- III. Allegro. En la major.

Aquesta Sonata en la major és sincera, amb un inici dolç, molt melòdic. És la primera de les sonates per a piano de Schubert on la forma sonata està més perfeccionada d'acord amb els referents del seu ídol, Beethoven. No hi ha conflicte; és un "progrés joiós," un triomf sense preocupacions per sobre de les estrictes regles de la composició.
James Webster observa la forma particular ABA del primer grup temàtic del primer moviment. Daniel Coren resumeix la naturalesa de la recapitulació en el primer i tercers moviments. Leo Black creu que la revisió de Schubert del tema inicial del moviment lent de la sonata té present la seva cançó "Der Unglückliche".